# Débarquement sur Emirau

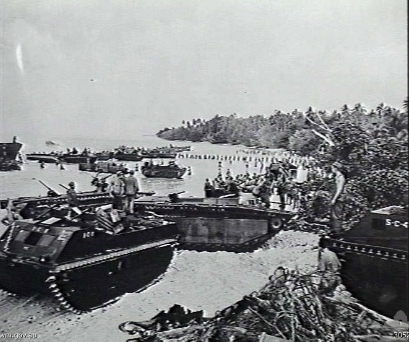
Débarquement de l'USMC sur Emirau le 20 mars 1944

Le débarquement sur Emirau désigne l'opération amphibie menée par les États-Unis sur Emirau le 20 mars 1944 dans le cadre des opérations sur les îles de la mer de Bismarck durant la campagne de Nouvelle-Guinée pendant la Guerre du Pacifique. Cette opération avait pour objectifs d'établir sur l'île une base militaire et logistique mais aussi d'accroître l'isolement de la principale base japonaise dans la région établie sur Rabaul. 
4 000 US Marines de la 4e division des Marines débarquèrent sur l'île le 20 mars sans rencontrer d'opposition, l'île n'était occupée que par une poignée de Japonais qui s’enfuirent par canoë le 23 mars 1944 pour tenter de rejoindre Kavieng. Ces derniers furent interceptés 4 jours plus tard par un destroyer américain qui coula l’embarcation et ses occupants qui avaient commencé à tirer à coups de fusil sur le navire. Les troupes du génie militaire de l'US Navy, les Seabees, arrivèrent dans la zone à partir du 25 mars 1944 et y entamèrent des travaux qui durèrent jusqu'en août 1944.
Il fut par la suite construit sur l'île deux aérodromes capables à eux deux d'accueillir 300 chasseurs ou bombardiers, des installations portuaires, trois hôpitaux pouvant prendre en charge en tout plus de 400 patients ainsi que des baraquements, des entrepôts et des hangars.